# Blanquette de Limoux
La blanquette de Limoux è un vino spumante francese, protetto da un Appellation d'origine contrôlée (AOC). Il suo terroir vinicolo si trova nel dipartimento dell'Aude, a 25 chilometri da Carcassonne. Questo settore produce anche un altro vino spumante, Crémant de Limoux e un vino fermo, Limoux (AOC).
Il nome Blanquette de Limoux è stato utilizzato per molto tempo per gli spumanti di Limoux. "Blanquette" in realtà significa solo "piccolo bianco" nella lingua occitana locale. 
La Blanquette de Limoux può contenere tre varietà di uva: Mauzac (che deve costituire almeno il 90% del vino), Chardonnay e Chenin blanc. Prima dell'introduzione del Crémant de Limoux AOC nel 1990, l'uso di Mauzac era facoltativo. 
La modifica al minimo obbligatorio del 90% di Mauzac nei regolamenti AOC di Blanquette de Limoux è stata vista come una salvaguardia nel mantenere lo stile tradizionale di Blanquette de Limoux e preservare l'uso dell'uva Mauzac locale che è in declino nelle piantagioni in tutto il mondo. 
Il gusto di questo vino a base di Mauzac è unico, con aromi di mela e aromi distintivi di erba fresca tagliata che possono essere identificati in degustazioni alla cieca. Lo scrittore di vini Tom Stevenson nota un cambiamento nel profilo della recente annata con vini che stanno "sviluppando aromi più fini, più floreali, autolitici". 
Le varietà di uva vengono vinificate separatamente prima di essere assemblate e imbottigliate. Subito prima dell'imbottigliamento viene aggiunto al blend un tiraggio in modo che avvenga una seconda fermentazione in bottiglia. 
L'anidride carbonica prodotta durante questa seconda fermentazione viene intrappolata nella bottiglia e conferisce al vino la sua effervescenza. Dopo nove mesi le bottiglie vengono aperte e sboccate prima dell'ultima tappatura.

## Storia
Il vino inventato dai monaci di St-Hilaire nel 1531 era noto come Vin de Blanquette (nel 2017 fu scoperto dal medievista Jean-Loup Abbé un atto notarile del 1496 che riporta già questa dicitura) e il vino méthode rurale divenne un AOC separato noto come Blanquette méthode ancestrale. 
Oggi questo AOC viene utilizzato per uno spumante dolciastro prodotto in modo più antico, senza sboccature. Viene prodotto nella stessa zona della Blanquette de Limoux e può contenere solo Mauzac. 
A causa dell'assenza di sboccature, questi vini sono generalmente molto torbidi con particelle di sedimento di cellule di lievito morte, note come fecce, ancora presenti nel vino. Il metodo di vinificazione utilizzato per produrre Blanquette méthode ancestrale è anche noto come méthode gaillacoise e viene utilizzato per produrre il vino frizzante Mousseux del Gaillac AOC. 
Questo metodo prevede la vinificazione artigianale tradizionale, con un uso minimo di tecnologie moderne come i serbatoi di fermentazione in acciaio inossidabile. I vini che ne derivano sono tipicamente a basso contenuto di alcol (spesso meno del 7% in volume), con aromi dolci simili a mele e un leggero spumante.
L'imbottigliamento di questo vino avveniva tradizionalmente in una giornata di significato astrologico.